# Interbancair netwerk
Een interbancair netwerk is een computernetwerk dat de geldautomaten van verschillende banken verbindt en het mogelijk maakt dat geldautomaten om kunnen gaan met de bankpassen van een andere bank.
Hoewel de interbancaire netwerken mogelijkheden bieden voor alle bankpassen binnen hetzelfde netwerk om de geldautomaten van andere banken binnen hetzelfde netwerk te gebruiken, kunnen de te verlenen diensten variëren. Bijvoorbeeld, wanneer iemand diens bankpas gebruikt bij een geldautomaat die niet toebehoort tot diens bank, blijven de basisdiensten beschikbaar. Speciale services die de eigen bank aanbiedt op de eigen geldautomaten, zijn doorgaans niet beschikbaar voor bankpashouders van andere banken. Bovendien rekenen bepaalde banken een vergoeding voor de gebruikers van bankpassen die niet afkomstig zijn van hun eigen bank (naast de eventuele vergoedingen die een bank rekent voor het gebruik van de door hem uitgegeven bankpas).
Dit is vooral handig voor reizigers die naar het buitenland reizen, waar multinationale interbancaire netwerken, zoals PLUS of Cirrus, meestal beschikbaar zijn.